# Soemu Toyoda

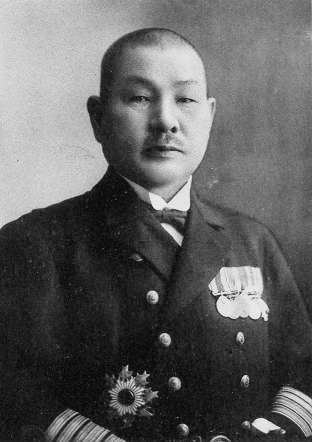
Soemu Toyoda

Soemu Toyoda (豊田副武), född 22 maj 1885, död 22 september 1957, var en japansk amiral under andra världskriget. Den 3 maj 1944 blev han befälhavare för den Förenade flottan och våren 1945 överbefälhavare för hela japanska flottan. Han var ansvarig för slaget i Filippinska havet och Operation Ten-Go.
Toyoda försökte förmå kejsare Hirohito att inte kapitulera efter kärnvapenattacken mot Hiroshima och Nagasaki, dock utan att lyckas.
Efter kriget ställdes han inför krigsdomstol i Tokyo men friades.